# Lambia

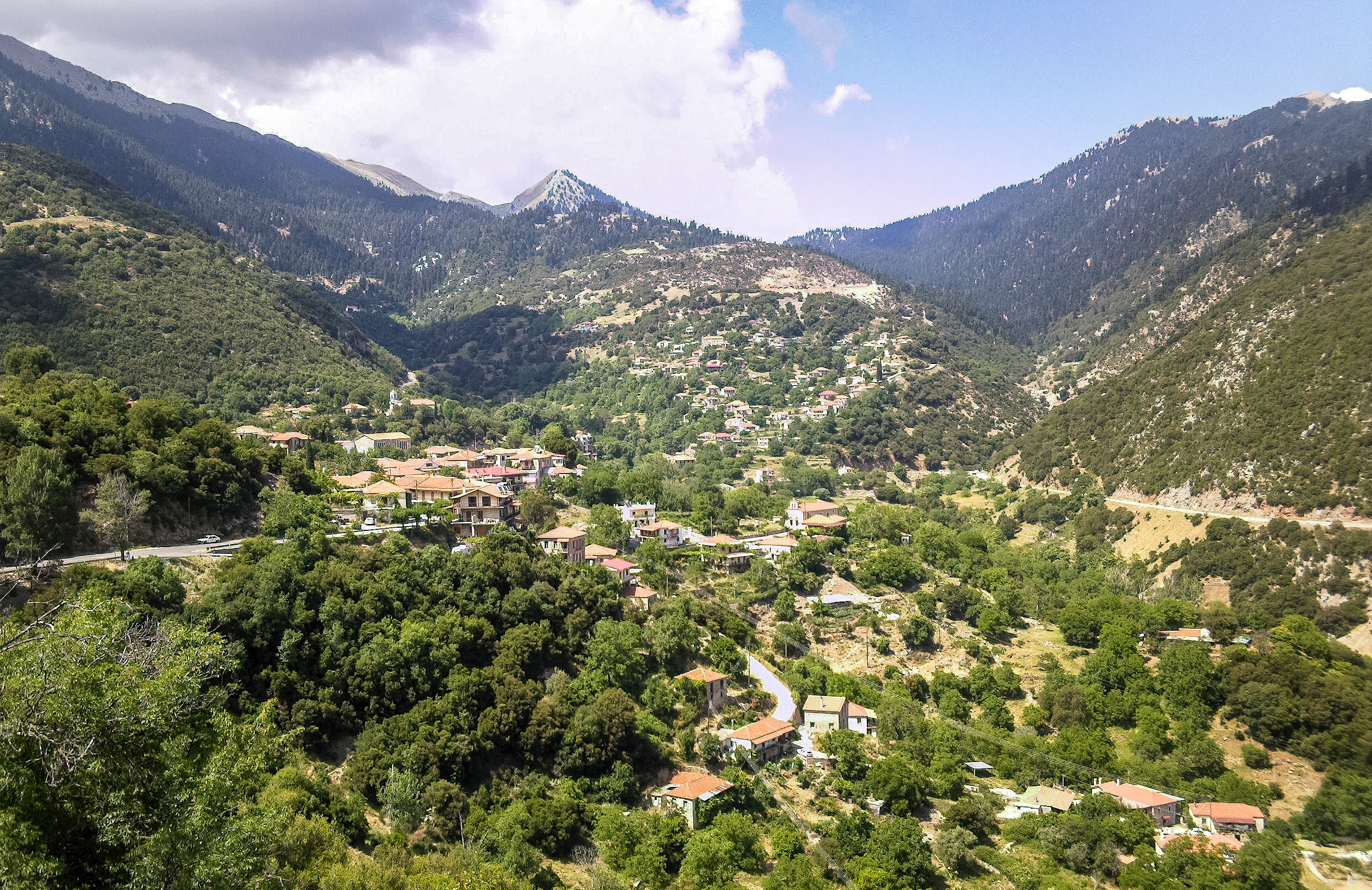
Lambia

Lambia (griechisch Λάμπεια (f. sg.) in fremdsprachigen Texte auch Lampeia) ist ein Dorf im gleichnamigen Gemeindebezirk Lambia der Gemeinde Archea Olymbia in der Region Westgriechenland. Zusammen mit dem kleineren Dorf Amygdali bildet es eine Dimotiki Kinotita.

## Lage
Das Dorf Lambia liegt auf etwa 800 m Höhe an den südlichen Ausläufern des Lambia-Berges, der südlichen Fortsetzung des Erymanthos. Östlich unterhalb des Dorfes fließt der Klomboki-Bach südwärts und mündet nach etwa drei Kilometern in den Erymanthos. Etwa drei Kilometer südwestlich liegt Amygdali.
Mit 44,784 km² ist Lambia die flächengrößte Ortsgemeinschaft des Gemeindebezirks. Westlich grenzen Agia Kyriaki und Tsipiana an, im Nordwesten Kryovrysi. Nordöstlich liegen Astras und Orini. Der Erymanthos bildet im Südosten die natürliche Grenze zur Gemeinde Gortynia in der Region Peloponnes. Im Süden liegt Koumani.

## Verwaltungsgliederung
Unter seinem slawischen Namen Divri (Δίβρη (f. sg.)) 1912 als Landgemeinde gegründet, erhielt Lambia 1928 zunächst den Namen Prinofyto und ein Jahr später seinen heutigen Namen. 1940 wurde die Siedlung Barbota (Μπαρμπότα (f. sg.)) angeschlossen und 1955 in Amygdali umbenannt.
Mit der Gebietsreform 1997 und der Fusion mit den Landgemeinden Astras und Orini wurde Lambia Verwaltungssitz der Gemeinde Lambia. Seit der Verwaltungsreform 2010 hatte Lambia im gleichnamigen Gemeindebezirk der Gemeinde Archea Olymbia zunächst den Status Ortsgemeinschaft. Seit 2021 werden alle lokalen Gebietskörperschaften als Dimotiki Kinotita bezeichnet.
Einwohnerentwicklung von Lambia
| Name     | griechischer Name | Code       | 1920  | 1928 | 1940  | 1951   | 1961 | 1971 | 1981 | 1991 | 2001 | 2011 | 2021 |
| -------- | ----------------- | ---------- | ----- | ---- | ----- | ------ | ---- | ---- | ---- | ---- | ---- | ---- | ---- |
| Lambia   | Λάμπεια           | 3904020101 | 1402  | 1440 | 1301  | 592    | 1024 | 789  | 679  | 576  | 661  | 468  | 358  |
| Amygdali | Αμυγδαλή (f. sg.) | 3904020102 |       |      | 185   | 290    | 158  | 116  | 78   | 87   | 103  | 61   | 35   |
| Gesamt   | Gesamt            | 39040201   | 1408* | 1440 | 1494* | 1246** | 1182 | 905  | 757  | 663  | 764  | 529  | 393  |

*einschließlich Moni Divris Chrysavgis mit 6 Einwohnern,
**einschließlich Ano Moni Divris mit 8 Einwohnern,
***einschließlich Ano Moni Divris mit 364 Einwohnern